# نظریه میدان کلاسیک
یک نظریه کلاسیک میدان یک نظریه فیزیکی است که چگونگی برهم‌کنش میدان‌های فیزیکی با ماده را توصیف می‌کند. واژهٔ کلاسیک به معنای عدم استفاده از مکانیک کوانتومی در این نظریات است. (در مقابل نظریه میدان‌های کوانتومی)
معمولاً منظور از واژهٔ نظریه کلاسیک میدان، نظریات مربوط به الکترومغناطیس و گرانش است.
توصیف این میدان‌های فیزیکی پیش از پیدایش نسبیت خاص انجام شده‌بود و بعد از مطرح شدن نسبیت خاص، این نظریات با آن سازگار شدند. از این رو، نظریه‌های کلاسیک میدان معمولاً به دو دستهٔ نسبیتی و غیرنسبیتی تقسیم می‌شوند.

## نظریه‌های غیرنسبیتی میدان
یکی از ساده‌ترین میدان‌های فیزیکی، میدان‌های نیروی برداری هستند. مفهوم میدان نیرو اولین بار توسط مایکل فارادی هنگام توصیف میدان الکتریکی توسط خطوط نیرو به‌طور جدی به کار گرفته‌شد و پس از آن میدان گرانشی نیز به‌طور مشابه توصیف گردید.

### گرانش نیوتونی
بر اساس قانون جهانی گرانش نیوتون، نیروی بین دو جرم، {\displaystyle \mathbf {F(r)} }، از رابطهٔ زیر به دست می‌آید و با فرض اینکه m جرم ذره آزمون است می‌توان میدان گرانشی {\displaystyle \mathbf {g(r)} } را در نقطهٔ {\displaystyle \mathbf {r} } به صورت زیر نوشت:
{\displaystyle \mathbf {F} (\mathbf {r} )=-{\frac {GMm}{r^{2}}}{\hat {\mathbf {r} }},}
{\displaystyle \mathbf {g} (\mathbf {r} )={\frac {\mathbf {F} (\mathbf {r} )}{m}}=-{\frac {GM}{r^{2}}}{\hat {\mathbf {r} }}.}
به دلیل ماهیت مرکزی این نیرو، نیروی گرانشی نیرویی پایستار است و می‌توان میدان نیرویش را به صورت گرادیان یک پتانسیل گرانشی اسکالر نوشت:
{\displaystyle \mathbf {g} (\mathbf {r} )=-\nabla \Phi (\mathbf {r} ).}

### الکترودینامیک
در حالت کلی در حضور بارها و جریان‌های متغیربا زمان، می‌توان از معادلات ماکسول برای تعیین میدان‌های الکترومغناطیسی استفاده کرد. این معادلات، معادلات دیفرانسیل مرتبه اولی هستند که {\displaystyle \mathbf {E} } و {\displaystyle \mathbf {B} } را به‌طور مستقیم به {\displaystyle \rho (\mathbf {r} ,t)} و {\displaystyle \mathbf {J} (\mathbf {r} ,t)} مربوط می‌کنند.
همچنین می‌توان به صورت زیر میدان‌های پتانسیل را تعریف نمود. این پتانسیل‌ها را می‌توان با استفاده از روابط انتگرالی پتانسیل‌های تأخیری به‌طور مستقیم از {\displaystyle \rho (\mathbf {r} ,t)} و {\displaystyle \mathbf {J} (\mathbf {r} ,t)} حساب کرد:
{\displaystyle \mathbf {E} =-{\boldsymbol {\nabla }}V-{\frac {\partial \mathbf {A} }{\partial t}}}
{\displaystyle \mathbf {B} ={\boldsymbol {\nabla }}\times \mathbf {A} .}

## نظریه‌های نسبیتی میدان
معمولاً نظریه‌های میدان را با استفاده از لاگرانژین بیان می‌کنند. این تابع هنگامی که اصل کنش (action) روی آن اعمال شود معادلات میدان و نیز یک قانون پایستگی برای نظریه را نتیجه می‌دهند.